# Toussieu
Toussieu település Franciaországban, Rhône megyében. Lakosainak száma 3186 fő (2022. január 1.). Toussieu Saint-Pierre-de-Chandieu és Mions községekkel határos.

## Népesség
A település népessége az elmúlt években az alábbi módon változott:
| Lakosok száma | 2542 | 2837 | 2984 | 3080 | 3129 | 3188 | 3204 | 3195 | 3186 |
|               | 2013 | 2015 | 2016 | 2017 | 2018 | 2019 | 2020 | 2021 | 2022 |